# Konradyn (książę Szwabii)
Konradyn von Hohenstaufen, znany także jako pretendent do tronu niemieckiego jako Konrad V Młody (ur. 25 marca 1252 w Wolfstein, w Bawarii, zm. 29 października 1268 w Neapolu) – książę Szwabii (jako Konrad IV), niekoronowany król Jerozolimy w latach 1254-1268 (jako Konrad III), król Sycylii (jako Konrad II).

## Życiorys
Był synem Konrada IV, króla Niemiec, Jerozolimy i Sycylii, i Elżbiety Bawarskiej. Jego dziadkami ze strony ojca byli: Fryderyk II Hohenstauf i Jolanta Jerozolimska. Stracił ojca w 1254 i wychował się na dworze wuja – Ludwika II, księcia Bawarii. Po śmierci ojca przyjął tytuły księcia Szwabii, króla Sycylii i króla Jerozolimy. W Królestwie Sycylii regencję w imieniu Konradyna sprawował jego stryj Manfred, który w 1258, gdy pojawiły się pogłoski o śmierci Konradyna, kazał się koronować na króla. Po śmierci Manfreda w bitwie pod Benewentem w 1266 Konradyn przekroczył Alpy i wkroczył do Włoch, aby upomnieć się o swoje dziedzictwo, był tam radośnie witany przez stronnictwo gibelinów. W listopadzie 1267 został obłożony klątwą przez papieża Klemensa IV, który zwołał przeciwko niemu krucjatę.
Konradyn przegrał bitwę pod Tagliacozzo z wojskami Karola Andegaweńskiego. Po bitwie próbował wraz z przyjacielem – księciem Fryderykiem Badeńskim (niem. Friedrich von Baden) uciec do Niemiec. Po drodze zatrzymali się u włoskiego pirata i łupieżcy, który skuszony wysoką nagrodą za wydanie młodych książąt do Neapolu, sprzedał ich Karolowi Andegaweńskiemu. Ten nakazał uwięzienie młodzieńców w Castel dell’Ovo.

### Śmierć i pamięć
Termin ścięcia obu – Konradyna i Fryderyka – ustalono na 29 października 1268 roku, na którą to okoliczność cały Neapol przyozdobiono w purpurowe tkaniny. Zginęli przez ścięcie urządzeniem o spadającym ostrzu, zapewne prototypem gilotyny. Pierwszy zabity został Fryderyk. Jak głosi legenda, Konradyn podniósł głowę przyjaciela i ucałował ją, po czym sam został ścięty.
Ciał książąt nie pochowano, lecz przykryto cienką warstwą ziemi. Dopiero za czasów króla Karola II Kulawego przybyła kuzynka Konradyna – Małgorzata i przekupiwszy króla, zabrała szczątki obu młodzieńców do Austrii. Podanie mówi, że w miejscu porzucenia ciał z ziemi zaczęła wydobywać się woda. Lud uznał, że to ziemia opłakuje młodych skazańców. Za czasów królowej Joanny I wybudowano w tym miejscu drewnianą kapliczkę, a gdy w 1781 roku spłonęła, zastąpiono ją kościołem, w którym obecnie znajduje się posąg Konradyna dłuta Bertela Thorvaldsena.